# 대니 밀스
다니엘 존 "대니" 밀스(영어: Daniel John "Danny" Mills, 1977년 5월 18일 ~ )는 잉글랜드의 은퇴한 축구 선수이다. 선수 시절 노리치 시티에서 데뷔한 그는 리즈 유나이티드에서 전성기를 보냈으며, 이후 임대와 이적으로 많은 구단을 돌아다니다가 무릎 부상 악화로 2009년 8월 7일 은퇴를 선언한다.
게리 네빌이 2002년 FIFA 월드컵을 앞두고 부상을 당하자, 그를 대신해 잉글랜드 축구 국가대표팀에 발탁된 바 있다.

## 수상

### 클럽
미들즈브러
- 리그 컵: 2004